# Piero del Pollaiuolo
Piero del Pollaiolo (1441 - 1496), também conhecido como Piero Benci, foi um pintor italiano do Renascimento, nascido em Florença. Seu irmão foi o artista Antonio del Pollaiolo e os dois frequentemente trabalhavam juntos. Seus trabalhos mostram clássicas influências e um interesse na anatomia humana. Diz-se que os irmãos realizavam dissecações para melhorar seu conhecimento sobre o assunto.
Morreu em Roma, em 1496. Giorgio Vasari incluiu sua biografia em sua obra, Vidas.

## Galeria

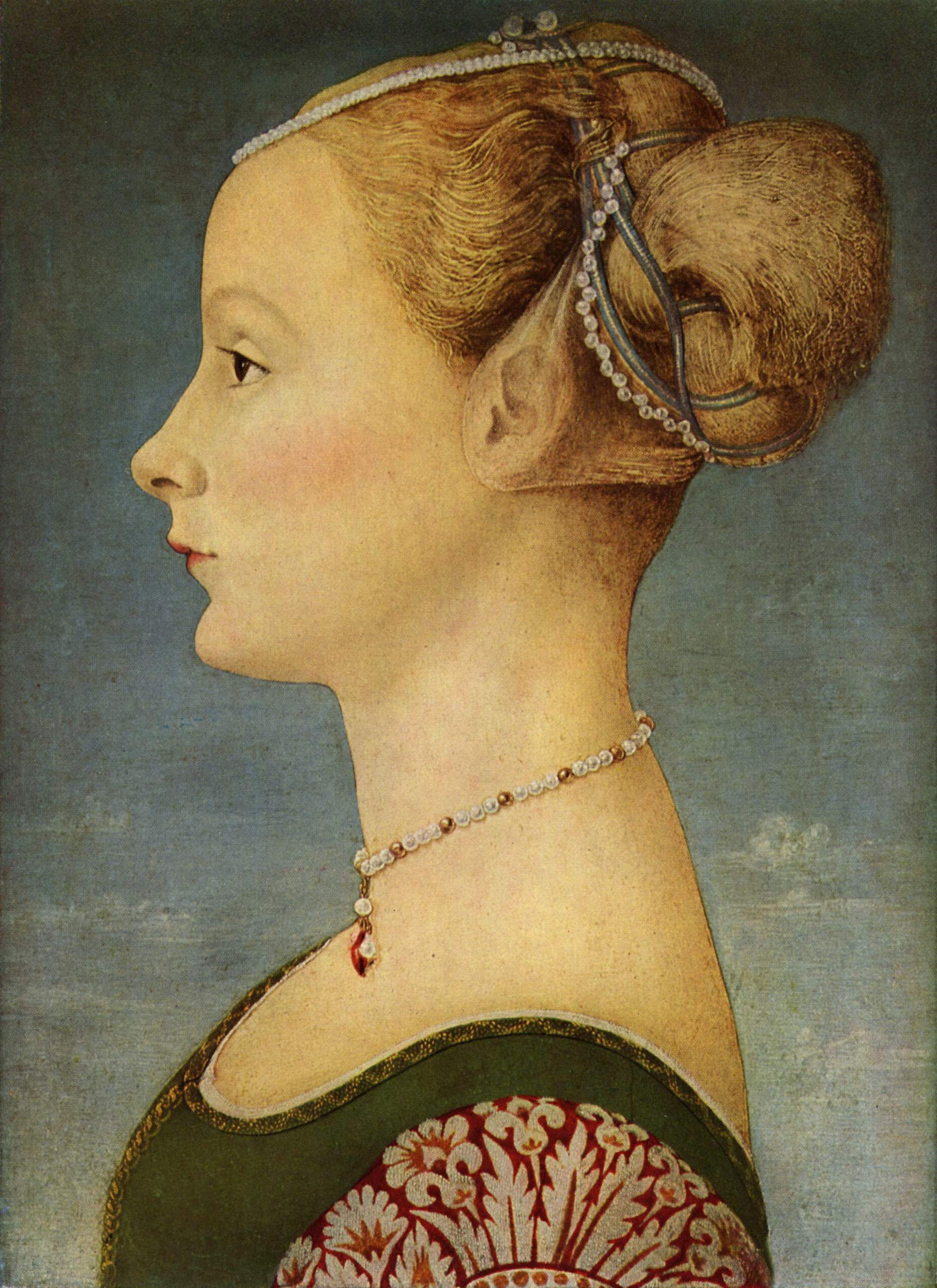
Retrato de uma Menina, têmpera sobre madeira de Piero del Pollaiuolo
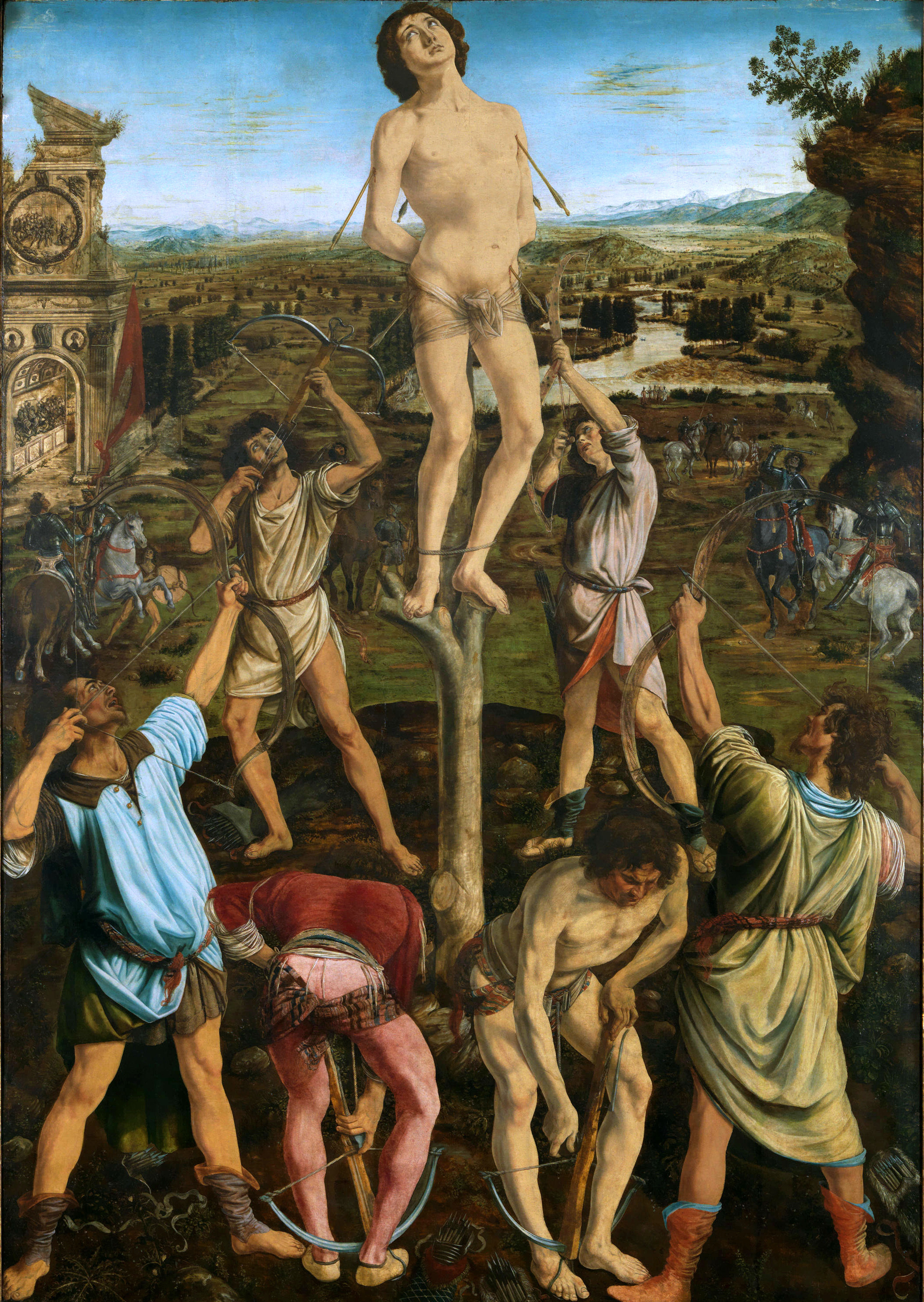
Martírio de São Sebastião